# Jordan Nagai
Jordan Nagai (* 5. Februar 2000 in Los Angeles, Kalifornien) ist ein US-amerikanischer Synchronsprecher.

## Leben
Bei einem Vorsprechen zum Film Oben, zu dem sein Bruder Hunter Nagai ursprünglich vorsprach, wurde Jordan durch seine unschuldige Stimme wahrgenommen und aus 400 Kindern ausgewählt. Seine Figur in Oben war die erste asiatisch-amerikanische Figur in einem Pixar-Film.

## Filmografie (Auswahl)
- 2009: Die Simpsons (Animationsserie, Folge 21x08 Lebe lieber unbebrudert)
- 2009: Dugs Sondereinsatz (als Russell)
- 2009: Oben (als Russell)

## Videospiele
- 2009: Up (als Russell)